# Arvid Johanson

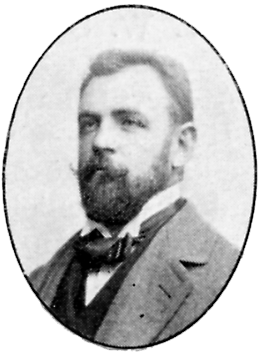
Arvid Johanson

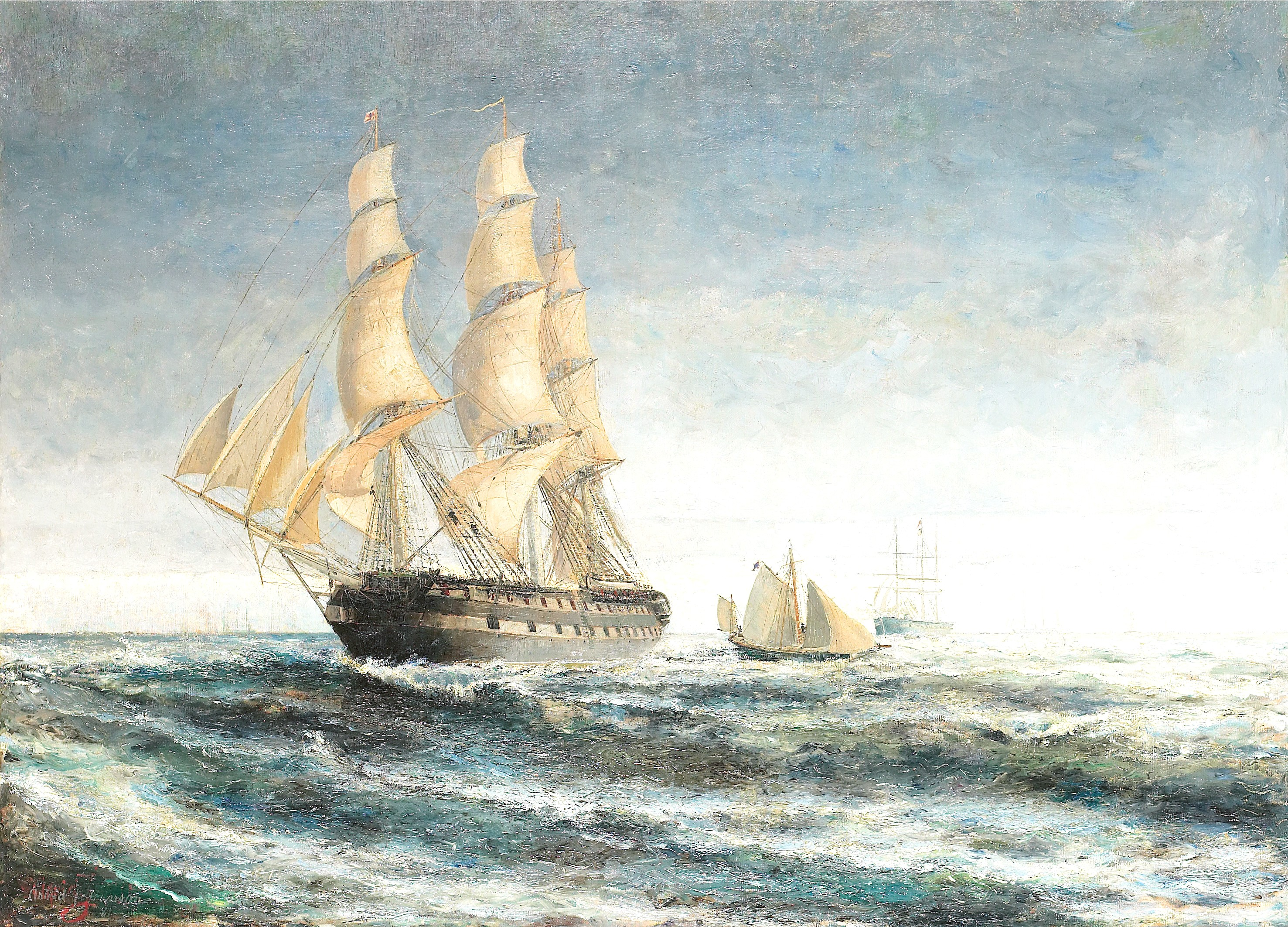
Skepp till havs (1882), målat av Arvid Johanson

Arvid Claes William Johanson, född 29 maj 1862 i Stockholm, död 1923 i Paris, var en svensk-fransk illustratör och marinmålare.
Arvid Johansson växte upp på Södermalm i Stockholm. Han studerade i Düsseldorf och sedan i Paris, där han snart blev känd som en skicklig illustratör. Han gjorde bilder åt engelska och franska tidskrifter. År 1898 fick han officiell titel som marinmålare, "Peintre du ministere de la marine" och följde med franska flottans båtar på expeditioner. På grund av sin skicklighet att placera in de nya pansarbåtarna i havet och återge deras rörelse blev han en omtyckt konstnär och blev dekorerad och medaljerad.
Han har, förutom fartyg, målat kustmotiv från Bohuslän. Han var bosatt i Paris från 1892. Johanson finns representerad vid Nationalmuseum och Sjöhistoriska museet i Stockholm.
Han var far till målaren Yo Johanson.